# Liste von byzantinischen Festungen und sonstigen Bauwerken im Maghreb

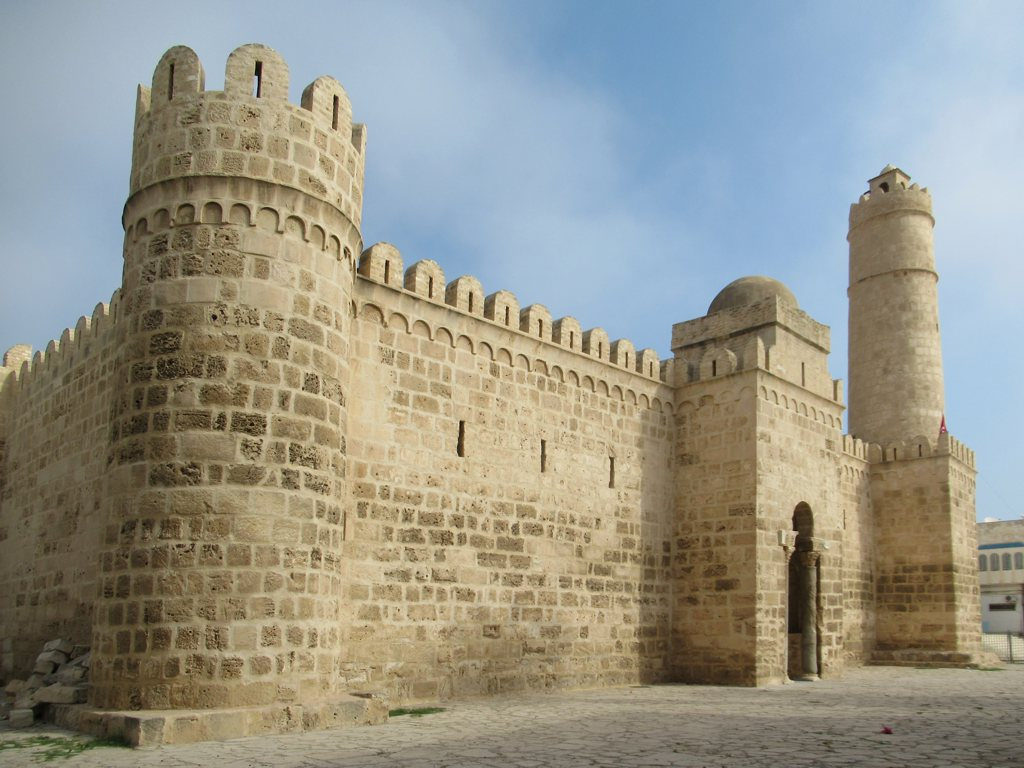
Der im 8. Jahrhundert erbaute Ribat von Sousse in Tunesien wurde von den byzantinischen Festungsbauten inspiriert; der Turm diente als Minarett für die Garnisonssoldaten

Die Liste von byzantinischen Festungen im Maghreb verzeichnet Fotos der zwischen 533 und 698 errichteten Festungen auf dem Territorium des byzantinischen Reiches im Maghreb. Sie dienten zum einen der Befriedung der Berber innerhalb des Reiches und zum anderen der Abwehr äußerer Feinde.

## Hintergrund
Die seit 439 im Kernland des vormals weströmischen Reiches herrschenden Vandalen hatten erhebliche Schwierigkeiten, die Landesgrenzen gegen die Berber zu verteidigen beziehungsweise die unter vandalischer Herrschaft stehenden Berber unter Kontrolle zu halten, was Großgrundbesitzer und auch Kleinbauern dazu veranlasste, ihre Höfe zu befestigen. Nach der oströmischen Rückeroberung der im 5. Jahrhundert durch die Vandalen eroberten Gebiete und erneuten Unterwerfung von im gleichen Zeitraum etablierten römisch-berberischen Kleinstaaten wurden dort diverse Festungen sowohl an der Grenze als auch innerhalb des oströmisch beherrschten Gebietes angelegt. Zum Teil wurden auch kleinere römische Forts instand gesetzt.

## Wesensmerkmale
Der Bau der Festungen erfolgte im Wesentlichen in der zweiten Amtszeit des Prätorianerpräfekten Solomon 539 bis 544, wobei als Baumaterial häufig die Substanz älterer römischer Bauwerke benutzt wurde. Die meisten der Festungen sind deutlich kleiner als ihre römischen Vorgänger und meistens als Forts zu klassifizieren. Viele dieser Festungen wurden anschließend durch die Araber und Osmanen weiter genutzt und umgebaut. In Teilen dienten sie sogar als stilistische Vorlage für den Bau eigener Festungen. Zudem wurde Baumaterial byzantinischer Bauwerke für den Bau etlicher arabischer Festungen verwendet, wie zum Beispiel das Fort Sidi Salem Bou Ghara bei der römischen Stadt Gigthis. Die Identifikation einer Festung im Maghreb als byzantinisch wird hierdurch in erheblichem Maße erschwert.

## Übersicht
| Name (Latein)          | Beschreibung                                                                   | Standort                  | Entstehungszeit                                               | Fläche  | Bild                                                                                              |
| ---------------------- | ------------------------------------------------------------------------------ | ------------------------- | ------------------------------------------------------------- | ------- | ------------------------------------------------------------------------------------------------- |
| Aggar                  | Binnenfestung im Süden von Africa Proconsularis                                | Sidi Amara                | k. A.                                                         | 0,05 ha |                                                                                                   |
| Ammaedara              | Binnenfestung im äußersten Westen der Byzacena                                 | Haïdra                    | zwischen 534 und 565                                          | 2,55 ha |                                                                                                   |
| Capsa                  | Grenzfestung im Süden der Byzacena                                             | Gafsa                     | k. A.                                                         | k. A.   |                                                                                                   |
| Chusira                | Binnenfestung                                                                  | La Kesra                  | wohl zwischen 534 und 565, eher vor 544                       | 0,28 ha |                                                                                                   |
| Civitas Vazitana Sarra | Binnenfestung in Africa Proconsularis                                          | Henchir-Bez               | k. A.                                                         | 0,06 ha |                                                                                                   |
| Clupea                 | Binnenfestung zum Schutze der Stadt, wurde in osmanischer Zeit umgebaut        | Kelibia                   | k. A.                                                         | k. A.   |                                                                                                   |
| Cuicul                 | Binnenfestung zum Schutze der gleichnamigen Stadt in der Mauretania Sitifensis | Djémila                   | k. A.                                                         | 0,03 ha |                                                                                                   |
| Gadiaufala             | Binnenfestung in Numidien                                                      | Ksar Sbahi                | zwischen 539 und 544                                          | 0,16 ha | https://www.leguidetouristique.com/ruinesbr/fort-byzantine-gadiovala-ksar-al-sobihi               |
| Iunci                  | Binnenfestung an der Küste der Byzacena                                        | (Younga) bei Sfax         | in der Amtszeit von Justin II. (566–578)                      | k. A.   |                                                                                                   |
| Lamasba                | Grenzfestung im Belezma-Gebirge, häufig auch Ksar Belezma genannt              | Mérouana                  | zwischen 536 und 544                                          | 1,4 ha  |                                                                                                   |
| Lambaesis              | Grenzfestung südlich des Belezma-Gebirges                                      | Tazoult-Lambèse           | k. A.                                                         | k. A.   |                                                                                                   |
| Leptis Magna           | Befestigte Stadt an der Küste Tripolitaniens                                   | Leptis Magna              | wohl zwischen 533 und 565                                     | 28 ha   |                                                                                                   |
| Limisa                 | Binnenfestung im Norden der Byzacena                                           | Ksar Lemsa                | wohl zwischen 585 und 600                                     | 0,09 ha |                                                                                                   |
| Mactaris               | Binnenfestung in Africa Proconsularis                                          | Maktar                    | k. A.                                                         | 0,35 ha |                                                                                                   |
| Madauros               | Binnenfestung nahe der Küste in der Mauretania Sitifensis                      | Madauros                  | zwischen 534 und 544                                          | 0,24 ha |                                                                                                   |
| Musti                  | Binnenfestung in Africa Proconsularis                                          | Mustis                    | k. A.                                                         | 0,2 ha  |                                                                                                   |
| ?                      | Binnenfestung                                                                  | Ksar El Hadid             | k. A.                                                         | k. A.   |                                                                                                   |
| Oea                    | Befestigte Stadt an der Küste Tripolitaniens                                   | Tripolis                  | Vermutlich durch die Phönizier im 7. Jahrhundert vor Christus | k. A.   |                                                                                                   |
| Sabratha               | Befestigte Stadt an der Küste Tripolitaniens                                   | Sabrata                   | wohl zwischen 533 und 565                                     | 9,0 ha  |                                                                                                   |
| Sicca Veneria          | Binnenfestung zum Schutze der Stadt                                            | El Kef                    | wohl zwischen 533 und 565                                     | k. A.   |                                                                                                   |
| Sitifis                | Binnenfestung zum Schutze der Stadt                                            | Sétif                     | zwischen 539 und 544                                          | 1,69 ha |                                                                                                   |
| Suas                   | Binnenfestung in Africa Proconsularis                                          | Chaouach                  | k. A.                                                         | k. A.   |                                                                                                   |
| Sufetula               | Binnenfestung im äußersten Südwesten der Byzacena                              | Sbeitla                   | k. A.                                                         | k. A.   |                                                                                                   |
| Thamugadi              | Grenzfestung in Numidien                                                       | Timgad                    | 539/540                                                       | 0,75 ha |                                                                                                   |
| Thagura                | Binnenfestung in Numidien                                                      | nahe Souq Ahras           | 539/wohl 548 („vor Theodoras Tod“)                            | 0,53 ha | https://www.leguidetouristique.com/ruinesbr/thagura-taoura                                        |
| Theveste               | Befestigte Stadt im Osten Numidiens                                            | Tebessa                   | zwischen 536 und 544                                          | 7,5 ha  |                                                                                                   |
| Thignica               | Binnenfestung in Africa Proconsularis                                          | Ain Tounga                | wohl nach dem Tod von Justinian I. 565                        | 0,28 ha |                                                                                                   |
| Tipasa                 | Basilika an der Küste von Mauretania Prima                                     | Tipasa                    | k. A.                                                         | k. A.   |                                                                                                   |
| Tipasa                 | Binnenfestung, ggf. Stadtbefestigung in Numidien                               | Tifech                    | vermutlich vor 553                                            | 2,25 ha | https://harba-dz.com/annuaire-algerie/41-wilaya-de-souk-ahras/site-de-tiffeche-tipaza-de-numidie/ |
| Tubunae                | Grenzfestung in Mauretania Sitifensis                                          | Tobna                     | im 6. Jahrhundert, keine näheren Angaben                      | 0,50 ha | https://www.leguidetouristique.com/ruinesbr/tobna                                                 |
| Tubernuc               | Bauwerk unbekannter Zweckbestimmung in Africa Proconsularis                    | nahe Grombalia            | k. A.                                                         | k. A.   |                                                                                                   |
| Vaga                   | Binnenfestung in Numidien                                                      | Beja (Tunesien)           | vor dem Tode der Kaiserin Theodora 548                        | k. A.   |                                                                                                   |
| Vescera?               | Mögliche Grenzfestung in Numidien                                              | Biskra                    | k. A.                                                         | k. A.   |                                                                                                   |
| Zabi                   | Mögliche Grenzfestung in Mauretania Sitifensis                                 | M'Sila, Ortsteil Bechilga | k. A.                                                         | k. A.   |                                                                                                   |
| Zaga?                  | Mögliche Binnenfestung in Africa Proconsularis                                 | Ksar Zaga                 | k. A.                                                         | k. A.   |                                                                                                   |
| Zucchara               | Binnenfestung im Süden von Africa Proconsularis                                | Ain-Djoukar               | k. A.                                                         | k. A.   |                                                                                                   |